# 横田伝兵衛

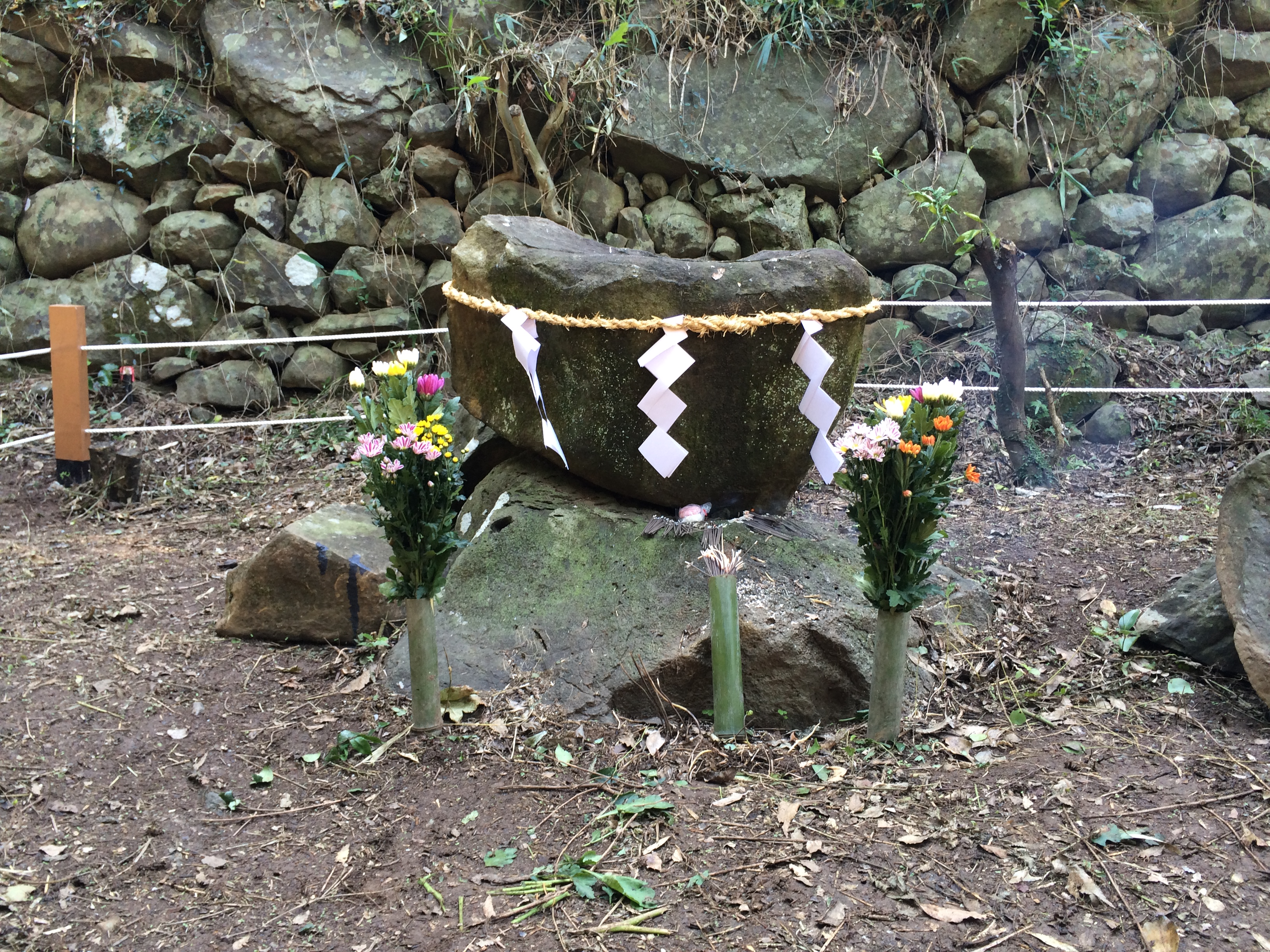
天草諸島の湯島にある横田伝兵衛を祀った石祠跡と目される石積み

横田 伝兵衛（よこた でんべえ）は江戸時代前期の義民。肥前島原藩守山村大木場名（のち吾妻町、現雲仙市）で組頭を務めた。

## 経歴
1684年（貞享元年）-1687年（貞享4年）頃、土地の肥沃度による税率の不平等を藩主・松平忠房へ直訴。食べて大木場名の土を識別したことを認められ税率は変更された。当時直訴は死罪だったが減免され、島原藩の領内であった湯島（現在の湯島 (天草諸島)）へ流罪となった。妻子の同伴を許され、湯島の地では島民を指導して信頼を得た。1715年（正徳5年）10月10日、病により湯島の地で没した。伝兵衛の死後、島民は石祠を建てて祭祀し伝兵衛を島神と号したとされる。湯島では伝兵衛の墓は見つかっていないが、雲仙市にある墓所に伝兵衛の前腕骨が分骨されているとされる。
2014年に湯島のじんべ木場（こば）で発見された石積みが、この石祠の跡と考えられている。湯島の原城スポット公園には地元有志により伝兵衛を称える石碑が建立された。2015年10月4日にはこの石碑の除幕式が行われるとともに、没後300年の法要が営まれた。
伝兵衛のエピソードは町史や教育教材として取り入れられており、次のものが確認されているが、オリジナルの出所は1954年発行の守山村史のみと考えられる。吾妻町史編纂委員会. 吾妻町史、長崎県高等学校教育研究会社会科部会. 新版 長崎県の歴史散歩 (新全国歴史散歩シリーズ)、西有家町郷土誌編纂委員会. 西有家町郷土史編纂資料 郷土史散歩2、長崎県教育委員会. 小学校道徳教育用郷土資料 郷土の人と心。

## 横田伝兵衛の記録
旧三室村（現：雲仙市）出身の漢学者竹添吾麓（1864-1913）による文書で伝兵衛に関する以下の記述を残したとされる。以下、文献より原文のまま抜粋する。なお一次文献は確認されていない。
横田傅兵衛
島原藩守山村 有農横田伝兵衛、 性質殼喜任然 享保中 藩吏定田等 大木場多山地瘠不及田平 吏以其隣接 定爲同等、 以政賦重民苦之 伝時爲組頭 慨然欲以身極之 往謀里正日 大木場賦重比年戶口滅少君所知也 極之之道惟有直訴耳 伝含土壤而知其味矣 上之沃者甘而膩 瘠者苦而粗 膩者鬆 粗者硬 鬆者輕而秋收 量殺弊焉 伝將以此證之 請更生田等如何 里正日 政令已定 何可遽改 不聽 伝辯之益力 里正怒日 少人惟 當服牛力耕耳 呶々則矣 叱之退 伝日里正怒罵 不似平生必有故矣 吾將探之 夜潜入里正牀下覗之 有客來語及伝事 里正日 伝言甚有理 大守察事或済矣 但国有常刑 吾恐抵罪 故叱付之耳 伝在床下聞之踊躍、 且泣曰 里正愛我至厚也 然一鄉百年之休戚繫焉 荀使吾事而成 傳敢憂一死乎 吾心決矣 亦潛床下 時不食数日矣 病不能起 蒲伏而歸粥養三日 逐詣府 敲門呼曰 守山村農傳兵衛 以田等事直訴 閣卒聚以刀槍囲傳、 卒而縛之引入庭 藩老出座堂橡 問所訴傳謹對曰 大木場田磽薄劣於田平 奴嚼塊壞比而驗之大木場田上上 当田平上下 中上當中下 有差二等矣 今定爲同等 恐失権衡 夫田等高下不正 則田賦輕重不均 大木場之民將来永 憂苛税之苦 非明主賢宰所以經公愛民之意也 奴以是敢訴之 請明府仁慈 更生田等 以平兩郷之賦 豈惟大木場民福哉 藩老曰 汝謂掌土知味得無悔乎 伝曰不敢 於是遣人取兩郷土壞來掩伝目 使當而分之 土觸舌 伝呼日 此田平之壞也 此大木場之壤也 知鄉一府皆驚 曰神也 藩老以聞藩主 藩主嗟嘆 命有司 更生大木場田等 一如伝所謂 直訴者死 藩主以傳爲義 特減死一等 放之湯島許帶妻子 湯島無人島 傳己從 墾土草探伐荆棘種甘藷玉蜀黍 又招致近島流亡民 教之耕漁 数年後戶口蕃滋鬱成巨邑 伝爲立約束制吉凶禮 島人順賴 正德五年十月十日 以病沒 島人爲石祠 歲時祀之 号曰島神 大木場人聞傳死也 亦建碑祈冥福 香華今猶不絕云